# Inti Oyarzún
Inti Viktor Oyarzun-Jonsson (1 de noviembre de 1978, Santiago, Chile), nacido Inti Magesh Oyarzún Sepúlveda es un kantor, profesor de música, multinstrumentista y musicólogo chileno-sueco.

## Biografía

### Trayectoria académica
Nace en Santiago de Chile. Recibe su educación en la U. de Chile, en la Escuela Moderna de Música, en la Universidad Mayor, en la Universidad de Estocolmo y en la Escuela Geijer (Geijerskolan). Ahí cursa estudios con Ramón Hurtado, Pablo Lecaros, Jacob Derkert, Åke Skommar, Marcus Thorén y Ragnhild Pettersson entre otros.
Su magíster en pedagogía musical (U. Mayor, 2006) trata la educación musical en base a la percusión corporal y el folclore chileno. Su magíster en musicología (U. de Estocolmo, 2015) trata el surgimiento del bajo eléctrico en la música flamenca.
Se ha desempeñado paralelamente a su actividad académica y artística como docente de música, músico en vivo y últimamente, como músico litúrgico (kantor).

### Trayectoria artística
Fue bajista y tecladista del grupo de metal sueco Kerberos, con el que graba el demo Vacuum Exchange en 1994.
En el año 1996 funda la banda chilena de rock progresivo Matraz, en la que fue vocalista, bajista y compositor y con la cual en el año 1999 lanza el álbum Tiempo. En el año 2001 Oyarzún deja la banda.
Posteriormente, en el año 2002 forma, junto a Eric Troncoso, Ramón Plaza y Francisca Moraga, la banda Mahesh, con la que publican el álbum Procesos, el año 2008.
Oyarzún participa como bajista en el álbum What Will The Neighbors Say? de Jonas Otter, publicado el año 2009.
En el año 2011, mientras es miembro del grupo Cervello, graba su álbum homónimo.
Entre 2012 y 2013 Oyarzún reemplaza temporalmente a Steve DiGiorgio en la superbanda Soen.
Desde el año 2019 se desempeña como kantor en la Iglesia Sueca.

## Discografía

### Con Kerberos
- Vacuum Exchange (demo, 1994)

### Con Matraz
- Tierra Herida (demo, 1997)
- Tiempo (LP, 1999)

### Con Christian Martínez
- Cuentas Pendientes (LP, 1998)

### Con Humberto Onetto
- TVN: El Mirador (característica, 2002)

### Con Alejandro Vásquez
- Para Qué Volviste (LP, 2004)

### Con Martín Oyarzún
- El Librito (LP, 2007)

### Con Mahesh
- Procesos (LP, 2008)

### Con Jonas Otter
- What Will The Neighbors Say? (LP, 2009)

### Con Cervello
- Cervello (LP, 2011)